# Filmes de 1932 da RKO Pictures

## A RKO em 1932

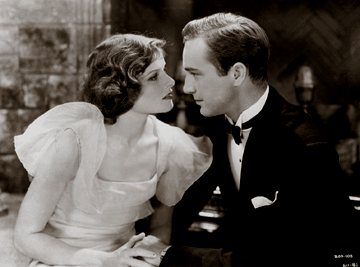
Foto promocional de A Bill of Divorcement, com seus astros Katharine Hepburn e David Manners. Dirigido por George Cukor, o filme foi um grandes sucessos do ano.

Financeiramente, 1932 foi um dos piores anos para a RKO Pictures, mas, por outro lado, foi o ano em que foram feitas as melhores aquisições, no que se refere a talentos. Graças à visão de David O. Selznick, foram contratados George Cukor, Merian C. Cooper e os futuros astros Fred Astaire e Katharine Hepburn.
Selznick, que chamava a si mesmo de Produtor Executivo (cargo do qual ele dizia ser o criador), despediu a maioria dos diretores, considerados fracos, e concentrou-se na administração do estúdio, reduzindo despesas e tirando sangue dos parcos recursos disponíveis. Supervisionava somente as produções mais importantes, como as de Cukor e Gregory La Cava, deixando as restantes para seus homens de confiança. Ele também separou completamente a RKO Pathé, que tornou-se apenas uma ala isolada da empresa, e decidiu alugar o estúdio de Culver City. A RKO sentiu o impacto das medidas impostas por Selznick e a qualidade de seus filmes começou a melhorar. Foi graças à insistência dele que Cukor conseguiu driblar as suspeitas da diretoria e levar adiante A Bill of Divorcement, What Price Hollywood? e Little Women, três sucessos que tiveram a participação da novata Katharine Hepburn.
Entretanto, mudanças nos altos escalões da companhia levaram a divergências irreconciliáveis entre Selznick e seus superiores, e ele deixou a empresa no início do ano seguinte, com destino à MGM. Uma de suas últimas medidas foi aprovar o teste com Fred Astaire, medida considerada imprudente tendo em vista a magreza, calvície e idade do artista. Estavam abertas, porém, as portas para os grandes musicais que reuniram o ator com Ginger Rogers.
Em 1932, a RKO lançou 47 filmes. Os campeões de bilheteria foram Bring 'Em Back Alive, A Bill of Divorcement e The Phantom of Crestwood. What Price Hollywood? recebeu uma indicação ao Oscar, na categoria Melhor História Original.
O prejuízo da empresa no ano somou mais de dez milhões de dólares, valor inferior às perdas da Paramount Pictures (21 milhões) e Warner Bros. (14 milhões).

## PrêmiosOscar
Quinta cerimônia, com os filmes exibidos entre 1 de agosto de 1931 e 31 de julho de 1932
| Filme                 | Indicações               | Premiações |
| --------------------- | ------------------------ | ---------- |
| What Price Hollywood? | Melhor História Original | ---        |

## Outras premiações
- A Bill of Divorcement e What Price Hollywood? foram incluídos entre os dez melhores filmes do ano, tanto pelo Film Daily quanto pelo National Board of Review.[1]

## Os filmes do ano
| Título original              | Título PT/BR               | Título PT/PT                     | Astros                              | Diretor                             |
| ---------------------------- | -------------------------- | -------------------------------- | ----------------------------------- | ----------------------------------- |
| The Age of Consent           |                            |                                  | Dorothy Wilson, Arline Judge        | Gregory La Cava                     |
| The Animal Kingdom           | Pouco Amor Não É Amor      |                                  | Ann Harding, Leslie Howard          | Edward H. Griffith                  |
| Beyond the Rockies           |                            |                                  | Tom Keene, Rochelle Hudson          | Fred Allen                          |
| A Bill of Divorcement        | Vítimas do Divórcio        | Vítimas do Divórcio              | John Barrymore, Billie Burke        | George Cukor                        |
| Bird of Paradise             | Ave do Paraíso             | Ave do Paraíso                   | Dolores del Rio, Joel McCrea        | King Vidor                          |
| Bring 'Em Back Alive         |                            | Caçá-los Vivos                   | Documentário                        | Clyde E. Elliott                    |
| Carnival Boat                | O Amor Fez Dele Um Homem   |                                  | William 'Stage' Boyd, Ginger Rogers | Albert S. Rogell                    |
| Come On Danger               |                            |                                  | Tom Keene, Julie Haydon             | Robert F. Hill                      |
| The Conquerors               |                            | A Caravana                       | Richard Dix, Ann Harding            | William A. Wellman                  |
| Girl Crazy                   |                            |                                  | Bert Wheeler, Robert Woolsey        | William A. Seiter                   |
| Girl of the Rio              |                            | Grande Fidalgo                   | Dolores del Rio, Leo Carrillo       | Herbert Brenon                      |
| Ghost Valley                 |                            |                                  | Tom Keene, Kate Campbell            | Fred Allen                          |
| The Half-Naked Truth         | A Verdade Seminua          | A Verdade Semi-Nua               | Lupe Velez, Lee Tracy               | Gregory La Cava                     |
| Hell's Highway               |                            |                                  | Richard Dix, Tom Brown              | Rowland Brown                       |
| Hold 'Em Jail                |                            | O Presídio Diverte-se            | Bert Wheeler, Robert Woolsey        | Norman Taurog                       |
| Is My Face Red?              |                            |                                  | Helen Twelvetrees, Ricardo Cortez   | William A. Seiter                   |
| Ladies of the Jury           |                            |                                  | Edna May Oliver, Jill Esmond        | Lowell Sherman                      |
| Lady with a Past             | Cocktail de Amores         |                                  | Constance Bennett, Ben Lyon         | Edward H. Griffith                  |
| Little Orphan Annie          |                            |                                  | Mitzi Green, Buster Phelps          | John S. Robertson                   |
| The Lost Squadron            |                            | Vingança de Águias               | Richard Dix, Mary Astor             | George Archainbaud                  |
| Men Are Such Fools           | Os Homens São Uns Trouxas  |                                  | Wayne Morris, Priscilla Lane        | Busby Berkeley                      |
| Men of America               |                            |                                  | Bill Boyd, Charles 'Chic' Sale      | Ralph Ince                          |
| Men of Chance                |                            |                                  | Ricardo Cortez, Mary Astor          | George Archainbaud                  |
| The Most Dangerous Game      | Zaroff, O Caçador de Vidas | O Malvado Zaroff                 | Joel McCrea, Fay Wray               | Irving Pichel, Ernest B. Schoedsack |
| The Office Girl              |                            |                                  | Renate Mueller, Jack Hulbert        | Victor Saville                      |
| Panama Flo                   |                            |                                  | Helen Twelvetrees, Robert Armstrong | Ralph Murphy                        |
| Partners                     |                            |                                  | Tom Keene, Nancy Drexel             | Fred Allen                          |
| Peach O'Reno                 | Especialistas em Divórcio  | Os Ases do Divórcio              | Bert Wheeler, Robert Woolsey        | William A. Seiter                   |
| Penguin Pool Murder          |                            |                                  | Edna May Oliver, Robert Armstrong   | George Archainbaud                  |
| The Phantom of Crestwood     |                            | O Fantasma de Crestwood          | Ricardo Cortez, Karen Morley        | J. Walter Ruben                     |
| Prestige                     | Prestígio                  |                                  | Ann Harding, Adolphe Menjou         | Tay Garnett                         |
| Renegades of the West        |                            |                                  | Tom Keene, Roscoe Ates              | Casey Robinson                      |
| The Roadhouse Murder         |                            |                                  | Dorothy Jordan, Eric Linden         | J. Walter Ruben                     |
| Roar of the Dragon           |                            | Manchúria (Nas Garras do Dragão) | Richard Dix, Gwili Andre            | Wesley Ruggles                      |
| Rockabye                     | Caluniada                  |                                  | Constance Bennett, Joel McCrea      | George Cukor                        |
| The Saddle Buster            |                            |                                  | Tom Keene, Helen Foster             | Fred Allen                          |
| Secrets of the French Police |                            | Segredos da Polícia de Paris     | Frank Morgan, Gwili Andre           | A. Edward Sutherland                |
| The Sport Parade             |                            |                                  | Joel McCrea, Marian Marsh           | Dudley Murphy                       |
| State's Attorney             |                            | A Última Acusação                | John Barrymore, Helen Twelvetrees   | George Archainbaud                  |
| Strange Justice              |                            |                                  | Marian Marsh, Reginald Denny        | Victor Schertzinger                 |
| Symphony of Six Million      | Sinfonia dos Seis Milhões  |                                  | Ricardo Cortez, Irene Dunne         | Gregory La Cava                     |
| The Theft of the Mona Lisa   |                            | O Roubo da Gioconda              | Trude von Molo, Willi Forst         | Géza von Bolváry                    |
| Thirteen Women               | Treze Mulheres             |                                  | Irene Dunne, Ricardo Cortez         | George Archainbaud                  |
| Westward Passage             |                            |                                  | Ann Harding, Laurence Olivier       | Robert Milton                       |
| What Price Hollywood?        | Hollywood                  |                                  | Constance Bennett, Lowell Sherman   | George Cukor                        |
| A Woman Commands             |                            |                                  | Pola Negri, Roland Young            | Paul L. Stein                       |
| Young Bride                  |                            |                                  | Helen Twelvetrees, Eric Linden      | William A. Seiter                   |